# Synagoge (Colmar)

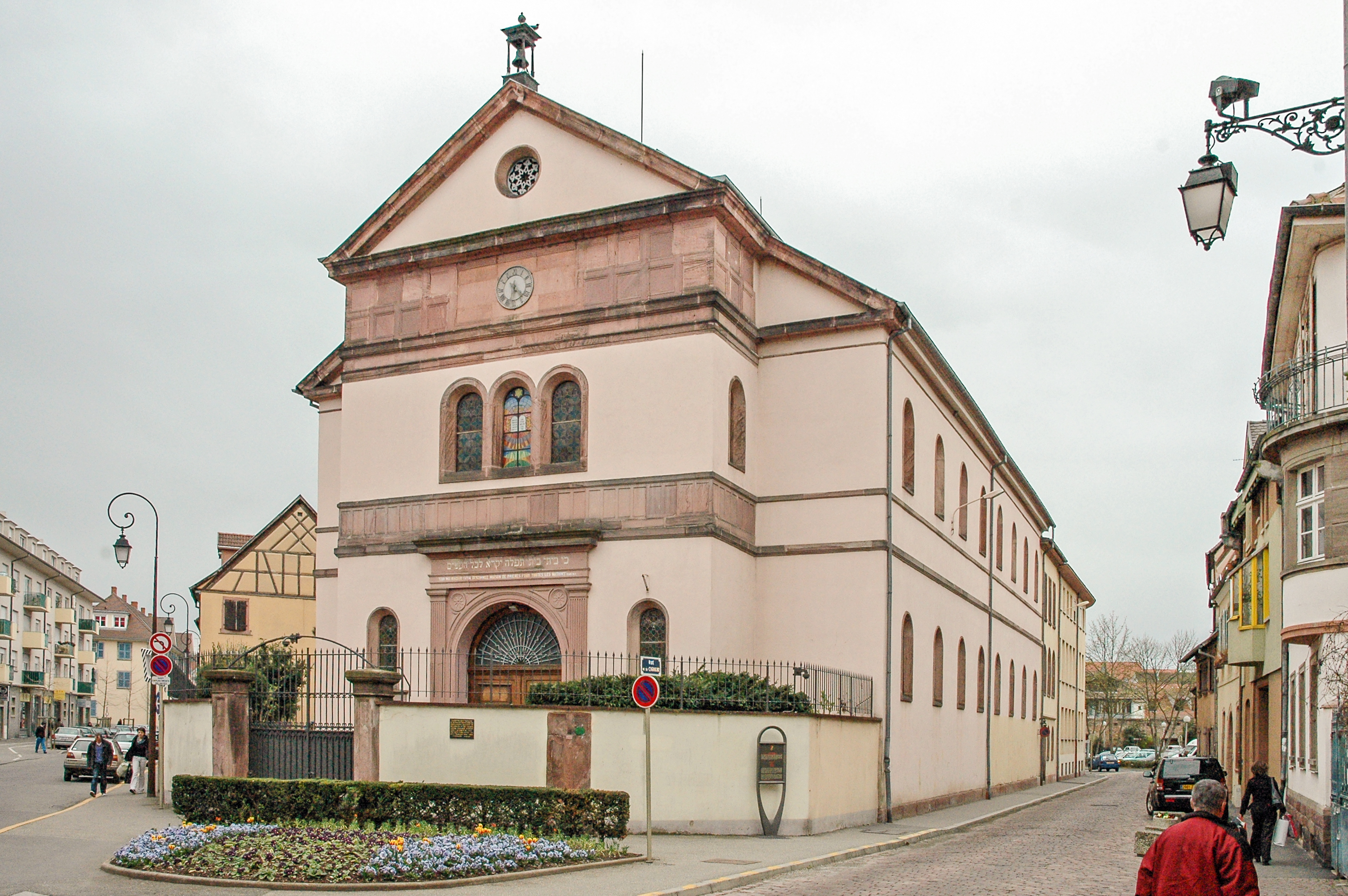
Synagoge in Colmar, 2010

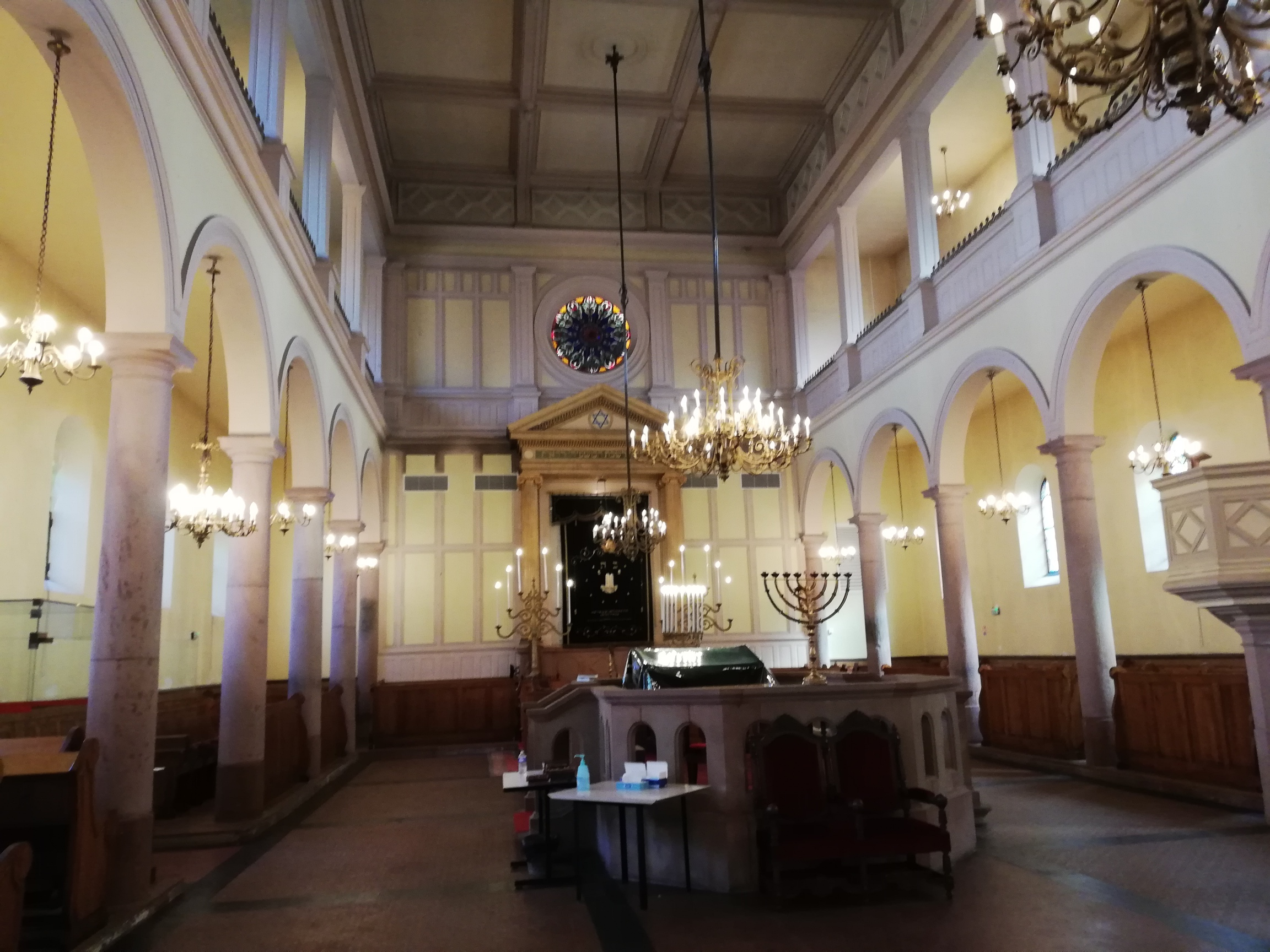
Innenansicht

Die Synagoge in Colmar, der Hauptstadt des Département Haut-Rhin im Elsass (Frankreich), wurde im September 1843 eingeweiht. Sie befindet sich in der Rue de la Cicogne Nr. 3. Seit dem 11. Juli 1984 ist sie als Monument historique geschützt.

## Geschichte
Bereits für 1279 ist überliefert, dass die erste Synagoge in Colmar abbrannte und danach wieder aufgebaut wurde. Sie stand in der Judenschulgasse. Während der Verfolgungen in der Pestzeit wurde sie 1349 beschlagnahmt und seit der zweiten Hälfte des 14. Jahrhunderts existierte bis zur Vertreibung 1511/12 eine Synagoge in einem Eckhaus in der Judengasse, heute Rue Berthe Molly.
Anfang des 19. Jahrhunderts wurde zunächst ein Betsaal in der "Zunftstube der Ackerleute" eingerichtet und 1843 wurde schließlich die neue Synagoge eingeweiht. Sie wurde 1885 und 1913 renoviert. Während der deutschen Besetzung des Elsass im Zweiten Weltkrieg wurde die Synagoge unter den Nationalsozialisten geplündert, verwüstet und dann als Lagerraum für entwendetes jüdisches Mobiliar (Arisierung) zweckentfremdet. Nach der Befreiung wurde sie wieder aufgebaut. Sie ist bis heute der Mittelpunkt der jüdischen Gemeinde in Colmar.

## Architektur
Der neue monumentale Synagogenbau wurde im neuromanischen Stil errichtet und besitzt als einzige Synagoge im Elsass eine kleine Glocke auf dem Dach. Der freistehende Bau befindet sich auf einem Grundstück an dessen schmalem Ende drei Straßen münden, so dass die Synagoge schon von weitem sichtbar ist. Der Vorplatz ist von einer Mauer umgeben und man betritt das Grundstück durch eine hohe Eisentür. Das Portal an dieser gut sichtbaren Seite ist mit einem halbkreisförmigen Oberlicht versehen und von einer schmückenden Umrahmung aus kannelierten Pilastern, aus heimischem Buntsandstein gefertigt, besonders hervorgehoben. Darüber befindet sich eine französische und hebräische Inschrift. Das Portal ist beidseitig von Rundbogenfenstern flankiert. Nach einem Gesims und einem Fries aus Sandsteinplatten befindet sich ein dreifaches Rundbogenfenster mit einer Bleiverglasung. Das mittlere Fenster stellt die Gesetzestafeln und darüber einen Davidstern dar. Nach einem weiteren Gesims und einem Sandsteinmauerwerk, auf dem eine Uhr angebracht ist, folgt der mit Sandstein betonte Dreiecksgiebel in dessen Mitte sich ein Rundfenster befindet.
Die Längsseiten der Synagoge sind schlicht gehalten und besitzen jeweils acht Rundbogenfenster im Erdgeschoss und auf der ersten Etage. Dadurch bekommt das Innere der Synagoge sehr viel Tageslicht.
Die dreiseitige Empore wird von Säulen mit schlichten Kapitellen getragen. An zentraler Stelle, in der Mitte des breiten Mittelgangs, befindet sich die Bima und am Ende, dem Portal gegenüber, der Toraschrein. Die Bänke der Gläubigen befinden sich unter den Emporen für die Männer und auf den Emporen für die Frauen.

## Gedenken
An der Mauer des Synagogengrundstückes befindet sich eine Gedenktafel für die Opfer der nationalsozialistischen Verfolgung in den Jahren 1940 bis 1944.